# Mật danh: Kế toán
Mật danh: Kế toán (tiếng Anh: The Accountant) là một bộ phim hình sự giật gân của Mỹ năm 2016 do Gavin O'Connor đạo diễn, kịch bản viết bởi Bill Dubuque và có sự tham gia của Ben Affleck, Anna Kendrick, J. K. Simmons, Jon Bernthal, Jeffrey Tambor, Cynthia Addai-Robinson và John Lithgow. Nội dung phim kể về một kế toán viên tại một thị trấn nhỏ bị mắc chứng tự kỷ chức năng cao; dưới vỏ bọc nhân viên một công ty tầm thường, Christian thực chất là kế toán tự do làm việc cho nhiều tổ chức tội phạm khét tiếng nhất thế giới, đồng thời bị lùng bắt gắt gao bởi Bộ ngân khố Hoa Kỳ.

## Nội dung
Khi còn nhỏ, Christian "Chris" Wolff bị mắc chứng tự kỷ nhưng lại có khả năng tính toán rất giỏi. Bố của Chris không muốn đưa cậu đến một môi trường tốt hơn vì tin rằng cậu có thể vượt qua khó khăn của bản thân. Mẹ của Chris đã bỏ nhà ra đi. Bố của Chris - vốn là một sĩ quan trong Quân đội Hoa Kỳ - sợ con trai mình bị người khác bắt nạt nên huấn luyện khắc kỷ và võ thuật cho Chris và em trai cậu, Braxton.
Hiện tại, Chris làm kế toán tại một văn phòng nhỏ trong một thị trấn ở Plainfield, Illinois. Anh có thể điều tra các gian lận tài chính trong nội bộ, thường là cho các doanh nghiệp của tội phạm và khủng bố. Khách hàng của Chris tương tác với anh thông qua The Voice, một phụ nữ bí ẩn giấu mặt. Hàng ngày Chris tiếp xúc với tiếng nhạc lớn và đèn nhấp nháy để giúp bản thân không bị căng thẳng.
Giám đốc Bộ Ngân khố Hoa Kỳ Ray King muốn điều tra về Chris. King buộc nhà phân tích dữ liệu Marybeth Medina giúp ông truy tìm Chris. Medina có được một số tên giả của Chris, vài bức ảnh và đoạn ghi âm việc anh giết chín thành viên trong gia đình tội phạm Gambino. Chris được thuê để kiểm tra sổ sách của công ty Living Robotics sau khi tổng giám đốc Lamar Blackburn và em gái ông ta, Rita, biết được sự khác biệt từ người kế toán nội bộ Dana Cummings. Chris phát hiện ra hơn 61 triệu USD đã bị bòn rút khỏi công ty. Đêm đó giám đốc tài chính Ed Chilton bị một tên sát thủ bắt buộc tự tử. Hôm sau Lamar sa thải Chris, cho rằng Chilton tự tử vì tham ô, trong khi Chris chưa kịp hoàn tất cuộc kiểm tra.
Medina lọc giọng của Chris trong đoạn ghi âm thì nghe anh liên tục nói về bài đồng dao "Solomon Grundy". Cô nhận ra nhịp giọng của Chris gợi nhớ đến những người mắc chứng tự kỷ, những tên giả của anh cũng đều là tên của nhiều nhà toán học nổi tiếng, bao gồm tên hiện tại Christian Wolff. Medina điều tra ra văn phòng của anh ở Illinois. Bọn sát thủ được cử đến giết Chris nhưng thất bại, và Dana chính là mục tiêu tiếp theo. Chris giải cứu Dana rồi đưa cô về toa xe của anh, nơi có chứa nhiều vũ khí và tài sản. Hai người thảo luận với nhau mới hiểu rằng số tiền bị lấy từ công ty Living Robotics sẽ trả lại cho nó, thúc đẩy lợi nhuận và tăng giá trị của công ty khi nó chuẩn bị cho đợt chào bán lần đầu ra công chúng. Khi Chris đi gặp Rita thì thấy bà ta đã chết, điều này tiết lộ rằng Lamar chính là người bòn rút tiền của công ty.
Các đặc vụ chính phủ tìm được nhà của Chris. King giải thích với Medina rằng Chris từng bị giam trong nhà tù Leavenworth vì đánh nhau tại đám tang của mẹ anh, lúc đó bố anh cũng bị chết khi cố gắng bảo vệ anh. Anh học làm kế toán từ Francis Silverberg, kế toán của gia đình Gambino nhưng sau này trở thành gián điệp của FBI. King là người xử lý vụ của Silverberg nhưng cách làm việc thụ động của ông dẫn đến việc Silverberg bị giết dã man, King nhận lệnh theo dõi gia đình Gambino thì Chris tấn công vào để trả thù cho người thầy của mình. Chris có thể giết King nhưng quyết định tha mạng cho ông. King bắt đầu nhận được thông tin từ The Voice khi bọn tội phạm vi phạm quy tắc đạo đức của Chris, và ông trở thành giám đốc của Bộ Ngân khố. King nói rằng một ngày nào đó Medina sẽ thay ông nghe cuộc gọi của The Voice. Điện thoại reo lên, The Voice nói với Medina về công ty Living Robotics.
Chris đến dinh thự của Lamar, nơi một tên sát thủ và nhiều đồng đội khác đang chờ đợi. Trong cuộc giao chiến, Chris đã giết hết đồng đội của tên sát thủ. Tên sát thủ phát hiện Chris đang nói về bài đồng dao quen thuộc và nhận ra Chris là anh trai mình. Tên sát thủ chính là Braxton, em trai của Chris, hai anh em đã không gặp nhau từ ngày Chris ở tù. Braxton tấn công Chris, trách anh đã làm bố họ chết. Hai anh em đang nói chuyện thì Lamar xuất hiện, Chris bắn chết ông ta, kết thúc cuộc giao chiến. Chris đồng ý gặp Braxton trong vòng một tuần nữa. Một cặp vợ chồng cùng với đứa con trai của họ ghé qua bệnh viện Harbor Neuroscience, đứa con trai gặp Justine, con gái của giám đốc bệnh viện và cũng chính là The Voice - người ngày xưa từng chơi thân với Chris, và Chris thường tài trợ tiền cho bệnh viện này. Cuối phim Chris gửi tặng một bức tranh cho Dana, sau đó anh lái xe rời khỏi thị trấn.